# Bisdom Rottenburg-Stuttgart
Het bisdom Rottenburg-Stuttgart (Duits: Bistum Rottenburg-Stuttgart; Latijn: Dioecesis Rottenburgensis-Stutgardiensis) is een rooms-katholiek bisdom wat ligt in het zuiden van Duitsland, in de kerkprovincie Freiburg.

## Geschiedenis
Het bisdom Rottenburg werd op 16 augustus 1821 opgericht middels de twee bullen "De salute animarum" en "Provida solersque" als katholieke landskerk in het oorspronkelijk protestantse koninkrijk Württemberg. De bisschopszetel staat in de Rottenburger St. Martin-kathedraal. In 1978 werd de naam van het bisdom veranderd naar Rottenburg-Stuttgart. Ter gelegenheid van het toen 150-jarig bestaan van het bisdom werd in Stuttgart de kerk St. Eberhard tot kathedraal verheven. Het bisdom telt sindsdien twee kathedralen.

## Lijst van bisschoppen van Rottenburg(-Stuttgart)
- 28-01-1828 - 17-10-1845: Johann Baptist Judas Thaddeus von Keller
- 14-06-1847 - 03-05-1869: Josef von Lipp
- 17-06-1869 - 05-06-1893: Karl Joseph Hefele
- 05-06-1893 - 11-05-1898: Wilhelm von Reiser
- 20-07-1898 - 21-09-1898: Franz Xaver Linsenmann
- 11-11-1898 - 16-07-1926: Paul Wilhelm Keppler
- 02-03-1927 - 04-03-1949: Johannes Baptista Sproll
- 21-06-1949 - 04-06-1974: Carl Joseph Leiprecht
- 12-03-1975 - 09-05-1988: Georg Moser
- 17-04-1989 - 31-05-1999: Walter Kasper
- 07-07-2000 - Heden: Gebhard Fürst